# Eph受容体
Eph受容体（Ephじゅようたい、英: Eph receptors、エリスロポエチン産生肝細胞受容体［erythropoietin-producing hepatocellular receptor］より）は、エフリンの結合に応答して活性化される受容体の一群である。Ephは受容体型チロシンキナーゼの最大のサブファミリーを構成する。Eph受容体と対応するエフリンリガンドはともに膜結合タンパク質であり、Eph受容体の活性化には直接的な細胞間相互作用が必要である。Eph/エフリンシグナル伝達は、軸索誘導や組織境界の形成、細胞遊走、分節化を含む、胚発生に重要な多くの過程を調節していることが示唆されている。さらに近年、Eph/エフリンシグナル伝達は成体でも長期増強や血管新生、幹細胞の分化とがん化を含むいくつかの過程の維持に重要な役割を果たしていることが同定された。

## サブクラス
Ephは配列類似性とリガンド結合親和性に基づいて2つのサブクラスEphAとEphBに分類される。EphAとEphBはそれぞれEPHA、EPHBではじまる名称の遺伝子座にコードされている。基本的にEphAはGPIアンカーで膜に結合したエフリンAに対して、EphBは膜貫通タンパク質であるエフリンBに対してそれぞれ親和性を有する。動物で同定されている16種類のEphのうち、ヒトでは9種類のEphA（EphA1–8、EphA10）と5種類のEphB（EphB1–4、EphB6）が発現していることが知られている。一般的には、特定のサブクラスのEphは対応するサブクラスのエフリンすべてに対して選択的に結合するが、異なるサブクラスのエフリンに対する交差結合性はほとんど見られない。近年では、こうしたEph/エフリンのサブクラス内の特異性は、EphAとEphBが異なる結合機構を持つことに部分的には起因している可能性が提唱されている。一方で、サブクラス内の結合特異性には例外も存在し、エフリンB3はEphA4に結合して活性化し、エフリンA5はEphB2に結合して活性化することが示されている。典型的にはEphA/エフリンA間相互作用はEphB/エフリンB間相互作用よりも親和性が高いが、それは部分的にはエフリンAの結合が「鍵と鍵穴」機構でありEphAのコンフォメーション変化はほとんど必要ないのに対し、EphBは「誘導適合」機構を用いるためにエフリンBの結合に際してEphBのコンフォメーション変化により多くのエネルギーが必要となるためである。
動物で同定されている16種類のEphは次のとおりである。
- EPHA1（英語版）、EPHA2（英語版）、EPHA3（英語版）、EPHA4（英語版）、EPHA5（英語版）、EPHA6（英語版）、EPHA7（英語版）、EPHA8（英語版）、EPHA9、EPHA10（英語版）
- EPHB1（英語版）、EPHB2（英語版）、EPHB3（英語版）、EPHB4（英語版）、EPHB5、EPHB6（英語版）

## 活性化
Eph受容体の細胞外ドメインは高度に保存された球状のエフリンリガンド結合ドメイン、システインリッチ領域、そして2つのフィブロネクチンIII型ドメインからなる。Eph受容体の細胞質ドメインは、2つの保存されたチロシン残基を含む膜近傍領域、チロシンキナーゼドメイン、SAMドメイン、PDZ結合モチーフからなる。エフリンリガンドがEph受容体の細胞外球状ドメインへ結合した後、膜近傍領域のチロシンとセリン残基がリン酸化され、細胞内のチロシンキナーゼが活性型に変換されて下流のシグナル伝達カスケードの活性化や抑制が行われる。EPHA2の結晶構造では、EPHA2の膜近傍領域のトランス自己リン酸化構造が観察されている。

## 機能
Ephとエフリンはさまざまな細胞間相互作用を媒介しており、Eph/エフリンシステムは胚発生時のさまざまな生物学的過程の調節に理想的なシステムである。

### 双方向のシグナル伝達
他の大部分の受容体型チロシンキナーゼと異なり、Ephは細胞間接触の後に受容体側の細胞とエフリン側の細胞の双方で細胞内シグナルを開始する（それぞれforward signaling（順行性シグナル伝達）、reverse signaling（逆行性シグナル伝達）と呼ばれる）という独特な性質を持っており、この現象はbi-directional signaling（双方向性シグナル伝達）として知られている。Eph/エフリンによる双方向性シグナル伝達の機能は完全には解明されていないものの、このような独特なシグナル伝達過程によってエフリンとEphは成長円錐の生存に関して反対の影響を与え、Eph発現細胞とエフリン発現細胞の分離を可能にしていることは明らかである。

### 分節化
分節化は体が最初に機能的な単位へ分割される過程であり、大部分の無脊椎動物とすべての脊椎動物で起こる胚発生の基本過程である。胚の分節化領域では細胞の振る舞いが劇的に異なる生化学的・形態学的境界が形成され始め、この過程は将来の分化と機能のために必須である。後脳では、分節化は正確に規定された過程である。一方、沿軸中胚葉では発生は体の後部の成長に合わせた、動的かつ適応的な過程である。こうした領域ではさまざまなEph受容体やエフリンが発現しており、機能解析によってEphシグナル伝達が適切な発生と分節境界の維持に重要であることが明らかにされている。ゼブラフィッシュで行われた同様の研究では、Eph受容体とリガンドの縞状の発現パターンが生じる体節で類似した分節過程が存在することが示されており、発現の破壊によって誤った境界が形成されたり、境界が消失したりする。

### 軸索誘導
神経系の発達の際、軸索の移動標的や経路に由来する分子的ガイドによって軸索に指示が与えられ、神経細胞の連結のパターンが確立される（軸索誘導）。Eph/エフリンシグナル伝達は、主に移動中の軸索の成長円錐の生存の低下とEph/エフリン活性化部位からの反発によって、標的への軸索の移動を調節する。この成長円錐の生存の低下による反発機構はEphとエフリンの相対的発現レベルに依存している。標的細胞にEphとエフリンの発現勾配が存在する場合、自身が発現しているEphとエフリンの相対的レベルに基づいて軸索の成長円錐の移動が指示される。典型的には、EphAとEphB受容体による順行性シグナル伝達は成長円錐の崩壊を媒介し、エフリンAとエフリンBを介した逆行性シグナル伝達は成長円錐の生存を誘導する。
Eph/エフリンシグナルが発現勾配に従って移動中の軸索に指示を与える能力は、視覚系におけるレチノトピックマップの形成によって裏付けられており、Eph受容体とエフリンリガンドの双方の発現レベルの勾配によって正確な神経投射マップが確立される（エフリンも参照）。さらに、Ephは中枢神経系の他の領域でもトポグラフィックマップ（位置特異的な神経投射マップ）の形成への関与が示されており、中隔野と海馬の間の投射の形成は学習や記憶に関与している。
トポグラフィックマップの形成に加えて、Eph/エフリンシグナル伝達は脊髄における運動神経軸索の適切な誘導にも関与することが示唆されている。運動神経の誘導にはいくつかのEphとエフリンが寄与するが、エフリンA5による逆行性シグナルが運動神経の成長円錐の生存に重要な役割を果たし、EphAを発現している軸索に対する反発を開始することで成長円錐の移動を媒介する。

### 細胞遊走
Ephは軸索誘導だけでなく、原腸形成時の神経堤細胞の遊走にも関与することが示唆されている。ニワトリとラットの胚の体幹部神経堤では、神経堤細胞の遊走はEphB受容体によって部分的に媒介される。同様の機構は、後脳の第4、第5、第7菱脳節の神経堤の移動を制御していることが示されており、それぞれ第2、第3、第4咽頭弓へ神経堤細胞を分布させる。線虫Caenorhabditis elegansでは、Eph受容体をコードするvab-1遺伝子とエフリンリガンドをコードするvab-2遺伝子のノックアウトによって2つの細胞遊走過程が影響を受けることが示されている。

### 血管新生
Eph受容体は脈管形成（血管新生）や、循環系の他の初期発生の際に高度に存在している。この発生過程はEph受容体がなければ乱れたものとなる。Eph受容体は動脈と静脈の内皮を区別し、血管の発芽（スプラウトの形成）や間葉から血管周皮細胞への分化を促進する。
血管の構築には内皮細胞と間葉系の支持細胞との協働が必要であり、循環系が十分の機能するために必要な複雑なネットワークを構築するためには複数の段階を経ることが必要である。Ephの動的な性質と発現パターンは血管新生に理想的である。マウス胚モデルでは、中胚葉と心内膜前駆細胞でEphA1が発現しており、後に背側大動脈、その後、神経管の両側に形成されるprimary head vein、体節間血管、肢原基の血管系へと広がっていき、このことはEphが血管新生に関与していることと符合する。また、さまざまなクラスのEph受容体が大動脈、鰓弓動脈、臍静脈、心内膜で検出される。エフリンB2とEphB4は相補的な発現パターンを示し、エフリンB2は発生中の動脈内皮細胞で、EphB4は静脈内皮細胞で検出される。EphB2とエフリンB2の発現は血管周囲の間葉系細胞でも検出され、内皮-間葉間相互作用を媒介することで血管壁の形成に関与していることが示唆される。胚発生時の血管形成は、脈管形成と呼ばれる一次ネットワーク（primary capillary network）の形成が起こり、続いて階層的構造へのリモデリング、そしてより細かな三次的ネットワークへの再構築、という過程からなる。エフリンB2欠損マウスを用いた研究では、primary capillary networkの再構築の欠陥によって胚の血管系が破壊されることが示されている。他の変異体マウスの機能解析からは、Ephとエフリンは動脈と静脈の内皮の混合を制限することで血管系の発達に寄与しており、それによって血管の発芽や間葉から血管周皮細胞への分化を促進しているという仮説が立てられており、現在研究が行われている。

### 四肢の発生
現在ではこの機能を支持する証拠はほとんどない（反論となる証拠は多く存在する）ものの、初期の研究の一部ではEphが四肢の発生におけるシグナル伝達に関与していることが示唆されている。ニワトリでは、EphA4は発生中の翼と足の原基や、羽毛、鱗の原基で発現している。この発現は肢原基の遠位端でみられ、そこでは細胞は未分化で分裂を行っており、四肢のパターン形成を調節することが知られているレチノイン酸、FGF2、FGF4、BMP-2の調節下に置かれているようである。

### がん
Ephは発生過程では広範囲で用いられているが、成体組織で検出されることは稀である。発現と活性のレベルの上昇は固形腫瘍の成長と相関しており、Ephはメラノーマ、乳がん、前立腺がん、膵臓がん、胃がん、食道がん、大腸がん、造血器腫瘍を含む広範囲のがんで、クラスAとクラスBの双方が過剰発現している。発現上昇は腫瘍の悪性度や転移性とも相関しており、Ephが細胞の移動を担うことと符合する。
がんにおけるEphの発現上昇にはいくつかの役割が考えられるが、生存因子または異常な成長の促進因子として作用している可能性がある。Ephシステムの血管新生作用は脈管形成を増加させ、腫瘍の成長能力を増大させている可能性がある。Ephレベルの上昇はカドヘリンを介した細胞接着を壊す可能性がある。カドヘリンはEph受容体とエフリンの発現と局在を変化させることが知られており、そうした変化は転移性がんの主要な特徴である細胞接着の破壊をさらに進めることが知られている。また、Ephの活性はインテグリンを介した細胞外マトリックスとの相互作用を変化させる可能性がある。

## 発見と歴史
Eph受容体は1987年にがんに関与している可能性のあるチロシンキナーゼの探索によって同定され、その名称はcDNAが得られたエリスロポエチン産生肝細胞がん（erythropoietin-producing hepatocellular carcinoma）細胞株に由来する。これらの膜貫通受容体は当初は既知のリガンドや機能が存在しないオーファン受容体として分類されており、受容体の機能が知られるまでには少し時間がかかった。
ほぼすべてのEph受容体が発生のさまざまな段階でさまざまな場所と濃度で発現していることが明らかになったことで、細胞の配置を行う役割を担っていることが提唱された。そして、その後の研究によってEph/エフリンファミリーが脊椎動物や無脊椎動物の発生において主要な細胞誘導システムであることが明らかにされた。